# 山本大貴 (1995年生の投手)
山本 大貴（やまもと だいき、1995年11月10日 - ）は、北海道札幌市厚別区出身のプロ野球選手（投手）。左投左打。東京ヤクルトスワローズ所属。

## 経歴

### プロ入り前
札幌市立信濃小学校3年の時に「信濃スターズ」で野球を始め、札幌市立信濃中学校時代は江別リトルシニアに所属。3年時には全国大会にも出場した。
高校は公立高校に進学することを考えていたが、偶然北星学園大学附属高等学校の監督の目に留まったことで、同高に進学。1年夏からベンチ入りし、2年秋からはエースを務めたが、3年夏は全国高等学校野球選手権南北海道大会札幌地区予選3回戦で札幌琴似工業に敗退するなど、3年間で全道大会への出場は果たせなかった。スカウトからの注目も集めていたためプロ志望届を提出したが指名されず、北海道内の大学に進学を予定していた。しかし、三菱自動車岡崎に入社予定であった二木康太がドラフト会議で千葉ロッテマリーンズに指名されたことにより、同社の高卒投手枠に1つ空きがでたため、同社の練習に参加することになり、その後入団することになった。
三菱自動車岡崎では、2年目までは制球に苦しみ思うような成績が残せなかった。しかし、3年目に三菱自動車の不祥事の影響でチームが活動を自粛した際に、肉体改造に着手。栄養学を学び、ウエイトトレーニングも始めた。すると、直球の最速が143km/hから148km/hまで上昇し、4年目にはエースとして都市対抗野球予選に出場。第1代表決定戦2回戦では東海理化を完封するなど活躍し、チーム4年ぶりの都市対抗野球出場に貢献した。
2017年10月26日に行われたドラフト会議では、千葉ロッテマリーンズから3位指名を受け、契約金6000万円、年俸1150万円（金額は推定）で契約した。背番号は27。担当スカウトは小林敦。

### ロッテ時代
2018年は、春季キャンプで2月12日に行われた紅白戦で、1回7四死球4失点と制球に苦しみ、一軍メンバー入りを逃した。シーズンでは、イースタン・リーグで20試合に登板し、2勝3敗、防御率6.35だった。イースタン・リーグ終了後の10月10日には、地元の札幌ドームで行われた北海道日本ハムファイターズ戦でプロ初登板・初先発登板を果たしたが、3回5安打4四球4失点（自責2）で敗戦投手となり、この年はこの1登板のみに終わった。シーズンオフの11月24日には、現状維持となる推定年俸1150万円で契約を更改した。
2019年は、一軍での登板はなかったが、二軍では47試合に登板し、1勝2敗1セーブ、防御率3.25を記録。この年は主に中継ぎとして登板したが、46試合目に初めて先発として登板し3回無失点に抑えると、最終登板でも5回無失点に抑え、フェニックス・リーグでは先発5試合中3試合で無失点に抑えるなど、頭角を表した。その後、10月25日には岡大海、安田尚憲とともにプエルトリコ・ウィンターリーグのクリオージョス・デ・カグアスに約1か月派遣されることが発表された。帰国後の12月20日には、150万減となる推定年俸1000万円で契約を更改した。
2020年は、春季キャンプで行われた楽天モンキーズとの交流試合に登板するも、1回4四死球2失点と乱調で、その後は一軍での登板が無かった。それでも二軍で結果を残し、7月14日に中継ぎとして2年ぶりに一軍に昇格すると、同19日の日本ハム戦（札幌ドーム）で2年ぶりとなる一軍登板を果たした。この試合で1回無失点に抑えると、同29日から8月27日まで一軍登録を外れたものの、初登板から登録抹消期間を挟んで9試合連続無失点に抑える好投を見せた。その後、9月22日の東北楽天ゴールデンイーグルス戦（楽天生命パーク宮城）では1回4失点と乱調だったが、それ以外の11試合では全て無失点で抑え、12試合の登板で防御率2.63という成績を残した。しかし、10月6日に新型コロナウイルスに感染した岩下大輝の濃厚接触者として特定され、岩下と最後に接触した同1日から2週間の隔離措置となり、同6日に登録抹消となった。その後は一軍に昇格することなく、シーズンを終えた。シーズンオフの12月4日には、100万円増となる推定年俸1100万円で契約を更改した。
2021年は、二軍で34試合に登板し前年の二軍成績（16試合で防御率3.96）を上回る防御率2.81を記録し、特に怪我などは無かったものの、一軍登板は果たせなかった。シーズンオフの12月10日には、100万円減となる推定年俸1000万円で契約を更改した。
2022年は、7月29日までに二軍で27試合に登板し、2勝1敗6セーブ、防御率2.87の成績を残していた。6月頃からは抑えを任されるようになり、6月19日の東京ヤクルトスワローズ戦から5試合連続でセーブを挙げるなど、特に6月は10試合で10回を投げ防御率0.90、与四球は1つと、これまでの課題であった制球も改善された。

### ヤクルト時代
2022年7月29日、坂本光士郎との交換トレードで東京ヤクルトスワローズへ移籍することが発表された。背番号は43。ともに中継ぎ左腕だったが、変則フォームの投手を求めたヤクルトと、球威で押すタイプの投手を求めたロッテの思惑が一致した。8月9日の広島東洋カープ戦（マツダスタジアム）で8回途中から移籍後初登板し、連打こそ許したものの無失点に抑えた。
2023年は、開幕一軍入りは逃したものの、4月8日に一軍登録される。6月20日の楽天戦（神宮球場）で3番手として登板し、2回を無安打無失点に抑え、プロ入り6年目にしてプロ初勝利を挙げた。6月25日の中日ドラゴンズ戦（バンテリンドーム）では、6回に登板した丸山翔大が打者の村松開人を2ボール2ストライクまで追い込んだところで、山本にバトンタッチし最終的に三振に抑え、奪三振の記録が山本に付くという珍しい継投が行われた。
2024年は左の中継ぎとして台頭し、中盤以降は勝ちパターンとしても起用された。自己最多となる43試合に登板し3勝12ホールドを挙げる飛躍の年となった。 31回2/3を投げ許した安打18は全て単打で、126打者と対戦して長打を1本も許さない投球を披露した。オフには前年から倍増となる年俸3000万円で契約更改した。

## 選手としての特徴
右手を折りたたんで投げる、出どころが見づらくタイミングが合わせにくいフォームが特徴のサウスポーで「猫だまし投法」と命名している。元々はしなやかできれいなフォームだったが、制球に苦しんでいた社会人時代に、先輩やコーチと相談していく中でこの投法を身につけた。プロ1年目の春季キャンプ中に、ロッテの公式YouTubeチャンネルに公開された投球フォームの動画は、その年の春季キャンプ中で最も再生された動画となった。
社会人時代のストレートの最速は148km/h。変化球はカットボール、スライダー、カーブ、チェンジアップを投じる。チェンジアップはプロ2年目を終えたオフに参加したプエルトリコでのウィンターリーグで習得し、3年目から持ち球に加わっている。

## 人物
愛称は「もっさん」。
2020年1月6日に一般女性と結婚した。
北海道出身であり、小学生の時は地元の北海道日本ハムファイターズのファンクラブに入会していた。

## 詳細情報

### 年度別投手成績
| 年 度     | 球 団     | 登 板 | 先 発 | 完 投 | 完 封 | 無 四 球 | 勝 利 | 敗 戦 | セ 丨 ブ | ホ 丨 ル ド | 勝 率 | 打 者 | 投 球 回 | 被 安 打 | 被 本 塁 打 | 与 四 球 | 敬 遠 | 与 死 球 | 奪 三 振 | 暴 投 | ボ 丨 ク | 失 点 | 自 責 点 | 防 御 率 | W H I P |
| --------- | --------- | ----- | ----- | ----- | ----- | -------- | ----- | ----- | -------- | ----------- | ----- | ----- | -------- | -------- | ----------- | -------- | ----- | -------- | -------- | ----- | -------- | ----- | -------- | -------- | ------- |
| 2018      | ロッテ    | 1     | 1     | 0     | 0     | 0        | 0     | 1     | 0        | 0           | .000  | 17    | 3.0      | 5        | 0           | 4        | 0     | 0        | 1        | 0     | 0        | 4     | 2        | 6.00     | 3.00    |
| 2020      | ロッテ    | 12    | 0     | 0     | 0     | 0        | 0     | 0     | 0        | 0           | ----  | 54    | 13.2     | 11       | 1           | 6        | 0     | 0        | 7        | 0     | 0        | 4     | 4        | 2.63     | 1.24    |
| 2022      | ヤクルト  | 5     | 0     | 0     | 0     | 0        | 0     | 0     | 0        | 0           | ----  | 27    | 5.2      | 10       | 3           | 1        | 0     | 0        | 4        | 0     | 0        | 5     | 5        | 7.94     | 1.94    |
| 2023      | ヤクルト  | 42    | 0     | 0     | 0     | 0        | 2     | 0     | 0        | 9           | 1.000 | 148   | 35.1     | 32       | 4           | 13       | 4     | 3        | 26       | 2     | 0        | 11    | 10       | 2.55     | 1.27    |
| 2024      | ヤクルト  | 44    | 0     | 0     | 0     | 0        | 3     | 0     | 1        | 12          | 1.000 | 126   | 31.2     | 18       | 0           | 15       | 3     | 0        | 31       | 2     | 0        | 6     | 5        | 1.42     | 1.04    |
| 通算：5年 | 通算：5年 | 104   | 1     | 0     | 0     | 0        | 5     | 1     | 1        | 21          | .833  | 372   | 89.1     | 76       | 8           | 39       | 7     | 3        | 69       | 4     | 0        | 30    | 26       | 2.62     | 1.29    |

- 2024年度シーズン終了時

### 年度別守備成績
| 年 度 | 球 団    | 投手  | 投手  | 投手  | 投手  | 投手  | 投手     |
| 年 度 | 球 団    | 試 合 | 刺 殺 | 補 殺 | 失 策 | 併 殺 | 守 備 率 |
| ----- | -------- | ----- | ----- | ----- | ----- | ----- | -------- |
| 2018  | ロッテ   | 1     | 0     | 2     | 0     | 1     | 1.000    |
| 2020  | ロッテ   | 12    | 1     | 3     | 0     | 0     | 1.000    |
| 2022  | ヤクルト | 5     | 0     | 1     | 0     | 0     | 1.000    |
| 2023  | ヤクルト | 42    | 2     | 5     | 0     | 0     | 1.000    |
| 2024  | ヤクルト | 44    | 1     | 4     | 0     | 0     | 1.000    |
| 通算  | 通算     | 104   | 4     | 15    | 0     | 1     | 1.000    |

- 2024年度シーズン終了時

### 記録
初記録
投手記録
- 初登板・初先発登板：2018年10月10日、対北海道日本ハムファイターズ24回戦（札幌ドーム）、3回4失点（自責2）で敗戦投手[11]
- 初奪三振：同上、1回裏にオズワルド・アルシアから空振り三振
- 初ホールド：2023年4月9日、対阪神タイガース3回戦（阪神甲子園球場）、12回裏に8番手で救援登板、0回1/3を無失点
- 初勝利：2023年6月20日、対東北楽天ゴールデンイーグルス3回戦（明治神宮野球場）、6回表に3番手で救援登板、2回無失点[39]
- 初セーブ：2024年7月27日、対広島東洋カープ13回戦（明治神宮野球場）、9回表二死に4番手で救援登板・完了、1/3回無失点

打撃記録
- 初打席：2022年9月10日、対広島東洋カープ23回戦（明治神宮野球場）、3回裏に野村祐輔から二ゴロ

### 背番号
- 27（2018年 - 2022年7月28日）
- 43（2022年7月29日 - ）

### 登場曲
- 「君に捧げる応援歌」HIPPY（2018年 - ）